# Vespasianus fóruma
Vespasianus fóruma az ókori Róma épületegyüttese volt, mely az egykori IV. Templum Pacis regióban helyezkedett el. Latin neve: Forum Vespasiani. Nerva fóruma és a Basilica Aemilia határolta, a Forum Romanum mögött helyezkedett el. 
Közepén a béke temploma állt (Templum Pacis),  mely i. sz. 75-ben készült el; benne őrizték többek között a legyőzött zsidók egykori jeruzsálemi templomának aranykincseit. 
A fórumnak az area délkeleti sarkán megtalált kis darab márványpadozatán kívül más maradványa nincs.